# 흔들리지마
《흔들리지마》는 2008년 4월 14일부터 같은 해 12월 5일까지 방영된 MBC 아침 드라마이다.

## 기획 의도
재혼 가정의 세 자녀들의 사랑을 통해 소중하지만 지긋지긋한 사랑과 가족 이야기를 그리는 드라마.

## 등장 인물

### 주요 인물
- 홍은희(이수현) : 28세, 나라홈쇼핑 전략개발실 기획팀장 (아역 임예진)
- 김남진(한강필) : 30세, 나라홈쇼핑 전략개발실 기획팀장 및 경영후계자
- 김다인(박민정/최혜경) : 24세, 작곡가
- 정성운(최보국) : 27세, 나라홈쇼핑 기획개발팀장

### 이수현의 주변 인물
- 임채무(이용대) : 52세, 김치공장 경영, 수현 아버지
- 선우은숙(차영미) : 48세, 용대 아내, 수현 의붓어머니, 민정 생모
- 홍순창(이봉필) : 70세, 용대 아버지, 수현 할아버지
- 강수한(이무현) : 7세, 유치원생, 용대 영미 늦둥이, 수현 이복동생
- 송민형(수현 아빠) : 59세, 용대 남편, 수현 의할아버지, 영미 아버지부
- 김정하(수현 엄마) : 57세, 용대 아내, 수현 시어머니, 민정 어머니모

### 한강필의 주변 인물
- 정한용(한진호) : 57세, 나리 홈쇼핑 회장, 강필 아버지, 자수성가한 실업가
- 오미희(소희정) : 54세, 진호의 아내, 강필 어머니
- 문천식(장필식) : 강필 선배
- 미상(혜경) : 강필 첫사랑

### 박민정의 주변 인물
- 김규철(박형철) : 50세, 산악인, 영미 전남편, 민정 아버지
- 홍성혁(박동혁) : 22세, 형철 영미 부부 아들, 민정 동생
- 김용림(송옥분) : 65세, 영미 어머니
- 성동일(박기철) : 40세, 형철 동생, 민정 남매의 삼촌
- 이유정(강영아) : 22세, 각종 아르바이트, 동혁 여자친구

### 그 외 인물
- 유혜리(채정희)
- 송채윤(혜림)
- 권성현(우미순)
- 김용희
- 민아령(서비서)
- 장준휘
- 김민하(윤지)
- 김단비(유영희)
- 정흥석, 주우, 이새벽, 김상식, 조희, 강석정, 원종례, 이혜근, 조성희, 조재혁, 이승아

## 참고 사항
- 기획의도와는 다르게 자극적인 설정이 많아 "막장 드라마"라는 별명도 얻었는데 전작 《그래도 좋아!》와 함께 "작위적인 극 전개와 극단적인 설정, 원색적인 소재로 무장한 ‘나쁜 드라마’의 전형"이란 지적을 사 민언련 선정 '2008 올해의 나쁜방송' 불명예를 안았다.[1]

## 경쟁 프로그램
- 물병자리 (SBS)
- 며느리와 며느님 (SBS)
- 아름다운 시절 (KBS1)
- 큰 언니 (KBS1)
- 난 네게 반했어 (KBS2)
- 아내와 여자 (KBS2)